# Meta Platforms
Meta Platforms, Inc. (до 28 жовтня 2021 року — Facebook, Inc.) — американська корпорація конгломерату соціальних мереж, що базується в Менло-Парку, штат Каліфорнія. Її заснував Марк Цукерберг як разом зі своїми сусідами по кімнаті та студентами Гарвардського коледжу, якими були Едуардо Саверін, Ендрю Макколлум, Дастін Московіц та Кріс Г'юз, спочатку як TheFacebook.com — пізніше Facebook, популярний глобальний вебсайт соціальних мереж. Meta — одна з найдорожчих компаній у світі. Вона вважається однією із Великої п'ятірки технологічних компаній разом із Microsoft, Amazon, Apple і Google.
Головний офіс компанії Meta Platforms розміщений у місті Менло-Парк, штат Каліфорнія, США. Компанії також належать сервіси Instagram, WhatsApp та розробник шоломів віртуальної реальності Oculus VR. Основною статтею доходу є реклама. Meta пропонує інші продукти та послуги за межами своєї платформи соціальних мереж Facebook, включаючи Facebook Messenger, Facebook Watch та Facebook Portal. Він також придбав Instagram, WhatsApp, Oculus VR, Giphy та Mapillary, а також має 9,9 % частки в Jio Platforms. Чистий дохід Фейсбу́ку за 2015 рік становив $3,688 млрд, що на 25 % більше, ніж роком раніше ($2,94 млрд у 2014 році) Ринкова капіталізація компанії станом на квітень 2016 року становила $319 млрд. Meta є однією з найбільших інтернет-компаній у світі, в списку «Fortune 500» найбільших корпорацій США займає 157 місце.
У жовтні 2021 року ЗМІ повідомили, що Facebook, Inc. планувала змінити свою назву, щоб «зображати її зосередженість на створенні метавсесвіту», і пізніше 28 жовтня 2021 року вона була перейменована на Meta Platforms, Inc.

## Історія

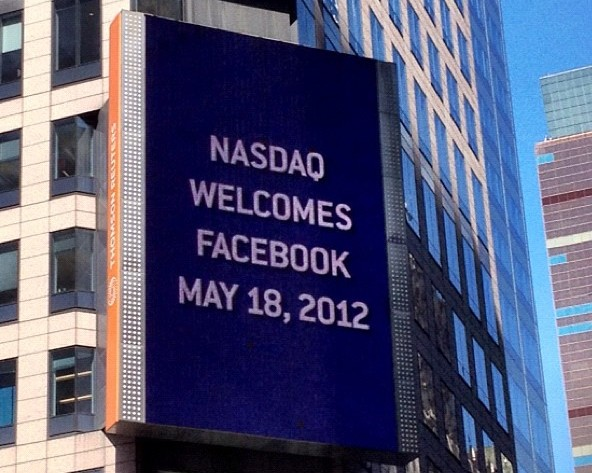
Рекламний щит на будівлі Thomson Reuters вітає Facebook на NASDAQ, 2012

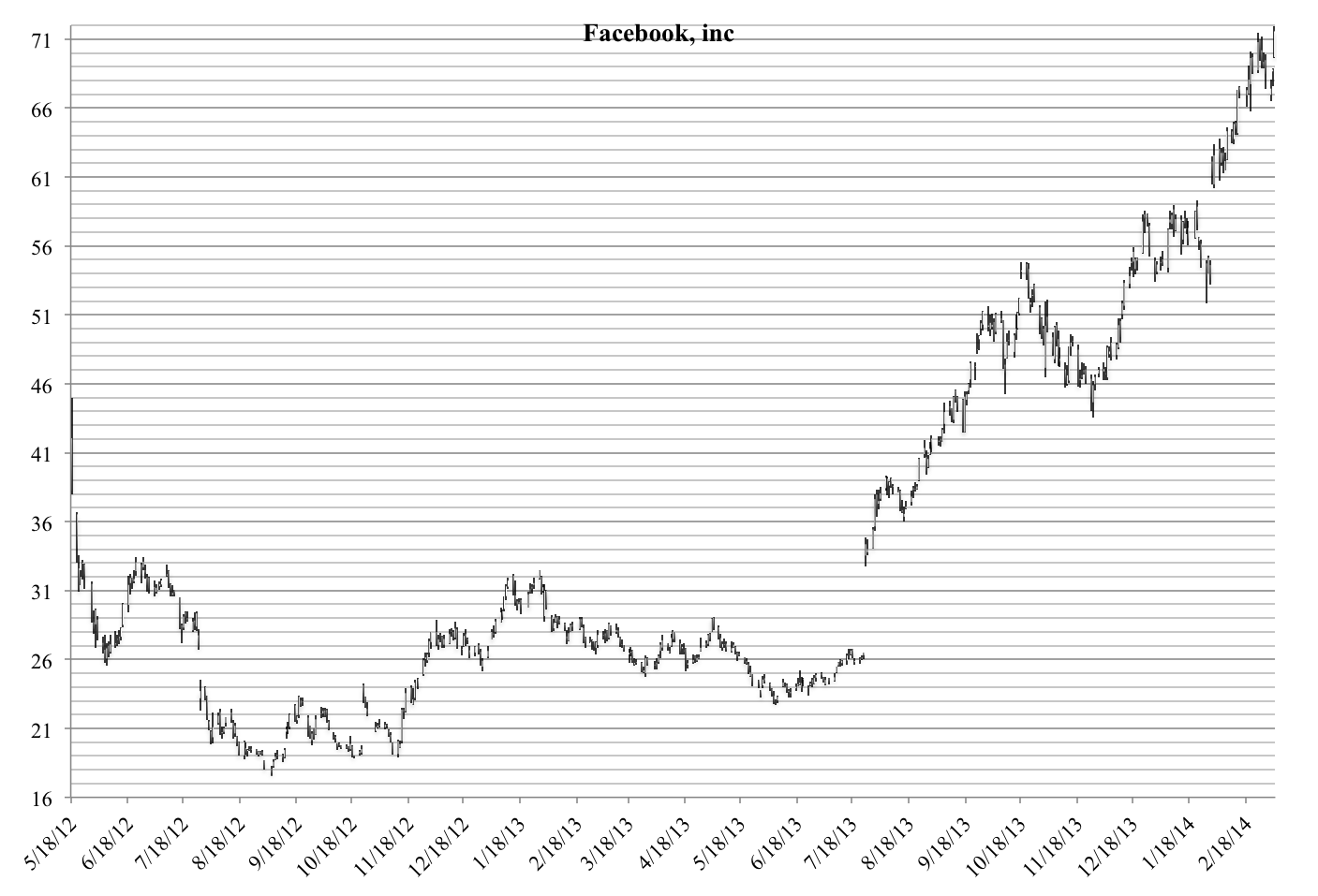
Діаграма акцій Facebook

Facebook Inc. подала заявку на первинне публічне розміщення акцій (IPO) 1 лютого 2012 р.[1] Попередній проспект зазначав, що компанія прагне залучити $5 млрд. У документі повідомляється, що компанія має 845 мільйонів активних користувачів щомісяця, а її вебсайт містить 2,7 мільярда щоденних вподобань та коментарів[2]. Після IPO Цукерберґ збереже 22 % частки власності у Facebook Inc. і володітиме 57 % акцій з правом голосу[3].
Андеррайтери оцінили акції в $38 кожна, оцінивши компанію в $104 млрд, що є найбільшою оцінкою на сьогодні для нової публічної компанії[4]. 16 травня, за день до IPO, Facebook Inc. оголосила, що продасть на 25 % більше акцій, ніж планувалося спочатку через високий попит[5]. IPO зібрав $16 млрд, що робить його третім за величиною в історії США (трохи попереду AT&T Wireless і позаду лише General Motors та Visa). Ціна акцій залишила у компанії вищу ринкову капіталізацію, ніж усі, крім кількох американських корпорацій — перевершивши важковаговиків, такі як Amazon, McDonald's, Disney та Kraft Foods, — і акції Цукерберґа склали $19 млрд[6][7] The New York Times заявила, що пропозиція подолала питання щодо труднощів Facebook Inc. із залученням рекламодавців для перетворення компанії на «акції, які необхідно придбати». Джиммі Лі з JPMorgan Chase описав це як «наступну велику фішку». Натомість автори TechCrunch висловили скептицизм, заявивши: «Це велике значення, яке потрібно виконати, і Facebook Inc., швидше за все, доведеться додавати сміливі нові потоки доходу, щоб виправдати оцінку мамонта»[8].
Торгівля акціями, яка розпочалася 18 травня, цього дня була затримана через технічні проблеми з біржею NASDAQ[9]. Акції намагались утримуватися вище ціни IPO протягом більшої частини дня, змушуючи андеррайтерів викуповувати акції, щоб підтримати ціну[10]. На момент закриття дзвінка акції оцінювались у $38,23[11] лише на $0,23 вище ціни IPO та на $3,82 від вартості дзвінка, що відкривається. Відкриття було широко описано фінансовою пресою як розчарування[12]. Акції, одначе, встановили новий рекорд за обсягом торгів IPO[13]. 25 травня 2012 року акції завершили перший повний тиждень торгів на рівні $31,91, що на 16,5 % менше[14].
22 травня 2012 року регулювальні органи з регулювання фінансової індустрії Волл-стріт оголосили, що вони почали розслідувати, чи банки, що займаються страхуванням Facebook Inc., неправильно передавали інформацію лише вибраним клієнтам, а не широкій громадськості. Державний секретар штату Массачусетс Вільям Гальвін повідомив у суд Моргана Стенлі з цього ж питання[15]. Звинувачення викликали «лють» серед деяких інвесторів і привели до негайних подач кількох позовів, один з них дії класу костюма вимагаючи більш ніж $2,5 млрд збитків у зв'язку з IPO[16]. Bloomberg підрахував, що роздрібні інвестори могли втратити приблизно $630 млн на акціях Facebook з моменту дебюту[17].
Standard & Poor's додала Facebook, Inc. до свого індексу S&P 500 21 грудня 2013 р.[1]
2 травня 2014 р. Цукерберґ оголосив, що компанія змінить свій внутрішній девіз з «Швидко рухайся і руйнуй речі» на «Швидко рухайся зі стабільною інфраструктурою»[2][3]. Раніше девіз був описаний як «головна директива Цукерберґа до його розробників і команди» в інтерв'ю 2009 року в Business Insider, у якому він також сказав: «Якщо ви не ламаєте речі, ви рухаєтесь не досить швидко»[4].
У травні 2019 року Facebook Inc. заснував Facebook Libra, як повідомляється, для того, щоб розвивати свій власний stablecoin криптовалюта[5]. В останніх подіях повідомлялося, що Libra підтримується такими фінансовими компаніями, як Visa, Mastercard, PayPal та Uber. Очікується, що консорціум компаній об'єднає по $10 млн кожна для фінансування запуску криптовалютної монети «Libra»[6].
У жовтні 2022 року компанія звільнила понад 11 000 працівників, а в лютому 2023 року Цукерберг назвав 2023 «роком ефективності» і заявив, що компанія планує подальшу реструктуризацію. У Meta повідомили, що останні скорочення, ймовірно, вплинуть на близько 490 співробітників у міжнародній штаб-квартирі в Дубліні, що становить майже 20 % робочої сили компанії в Ірландії.
Наприкінці квітня 2024 року, згідно пресрелізу Єврокомісії, Єврокомісія розпочала розслідування проти компанії Meta, яка володіє Facebook та Instagram, через недостатню протидію дезінформації перед виборами до Європарламенту. У пресрелізі зазначається, що порушення, у яких підозрюють Meta, включають політику та практику щодо оманливої реклами та політичного контенту у сервісах компанії.
У вересні 2024 році, згідно з останнім звітом The Information, компанія Meta Platforms наблизилася до завершення розробки одного з наймогутніших суперкомп’ютерів, який буде оснащений понад 100 000 графічними процесорами NVIDIA H100. Цей проєкт призначений для навчання нової моделі Llama 4 і має значно розширити можливості штучного інтелекту (ШІ) Meta. Запуск нового суперкомп’ютера планується на жовтень чи листопад 2024 року.
Станом на грудень 2024 року, сервіси Meta займають 10 % кабельного і 22 % мобільного трафіку всього світу.

### Злиття і поглинання
За весь час свого існування Meta придбала кілька компаній (часто визначених як придбання талантів)[7].
Одним з перших його великих придбань було у квітні 2012 року, коли Facebook Inc. придбала Instagram за готівку та акції приблизно на $1 млрд[8].
У жовтні 2013 року Facebook Inc. придбала ізраїльську компанію із мобільного вебаналізу Onavo[9][10].
У лютому 2014 року Facebook Inc. оголосила, що купуватиме компанію WhatsApp для обміну повідомленнями за $19 млрд готівкою та акціями[11][12]. Пізніше того ж року Facebook Inc. придбала Oculus VR яка випустила свою першу споживчу гарнітуру для віртуальної реальності у 2016 році за $2,3 млрд акціями та готівкою[13].
Наприкінці липня 2019 року компанія оголосила, що вона перебуває під розслідуванням антимонопольного законодавства Федеральною торговою комісією[14].
Наприкінці листопада 2019 року Facebook Inc. оголосила про придбання розробника ігор Beat Games, відповідального за розробку одного з найпопулярніших VR-назв року Beat Sabre[15].
У квітні 2020 року Facebook Inc. оголосила про укладення угоди з індійським багатонаціональним конгломератом Reliance Industries на суму $5,7 млрд на придбання приблизно 10 % Jio Platforms, компанії з цифрових медіа та послуг[16].
У травні 2020 року Facebook Inc. повідомила, що придбала Giphy за ціною $400 млн. Продукт буде інтегрований з командою Instagram.

### Лобіювання
У 2019 році Facebook Inc. витратила на лобіювання $16,7 млн і мав команду з 71 лобістів, у порівнянні з $12,6 млн та 51 лобістом у 2018 році[17].

## Структура

### Управління
Ключовий управлінський персонал Meta складається з:
- Марк Цукерберґ — голова та головний виконавчий директор;
- Шеріл Сандберг — головний операційний директор;
- Майк Шрепфер — головний технологічний директор;
- Девід Венер — фінансовий директор;
- Кріс Кокс — керівник відділу продуктів[25].

Станом на 30 вересня 2019, Meta мала 43030 робітників.

### Рада директорів
У квітні 2019 року Facebook Inc. призначила Пеггі Елфорд членом правління під час засідання травня 2019 року. Якщо це трапиться, вона стане першою афроамериканською жінкою, яка буде працювати в цій раді, і другою афроамериканкою, яка коли-небудь це робила. Станом на квітень 2019 року, правління Facebook складається з наступних директорів:.
- Марк Цукерберґ — голова, засновник та генеральний директор;
- Шеріл Сандберг — виконавчий директор та головний операційний директор;
- Марк Андріссен — невиконавчий директор, співзасновник та генеральний партнер, Андрієссен Горовіц;
- Ерскін Боулз — невиконавчий директор, почесний президент Університету Північної Кароліни;
- Кеннет Шено — невиконавчий директор, голова та керуючий директор, генеральний каталізатор;
- Сьюзен Дезмонд-Хеллманн — невиконавчий директор, генеральний директор, Фонд Білла та Мелінди Гейтс;
- Рід Гастінгс — невиконавчий директор, голова, співзасновник та генеральний директор, Netflix;
- Пітер Тіл — невиконавчий директор, співзасновник і колишній генеральний директор PayPal, засновник і президент Clarium Capital;
- Джеффрі Зієнс — невиконавчий директор, колишній директор Національної економічної ради США.

### Управління компанією
Ранній інвестор Facebook Inc. і колишній наставник Цукерберґа Роджер МакНамі описав Facebook Inc. як «найбільш централізовану структуру прийняття рішень, яку я коли-небудь зустрічав у великій компанії». Натан Шнайдер, професор медіадосліджень з Університету Колорадо Боулдер, аргументував перетворення Facebook на платформу кооперативу, якою володіють і керують користувачі.
Співзасновник Facebook Inc. Кріс Г'юз заявляв, що генеральний директор Марк Цукерберґ має занадто велику владу, що компанія зараз є монополістом, і, як результат, її слід розділити на кілька менших компаній. Г'юз закликав до розпаду Facebook Inc. в опублікованій в The New York Times. Г'юз заявляє, що стурбований тим, що Цукерберґ оточив себе командою, яка не кидає йому виклику, і що в результаті робота уряду США — притягнути його до відповідальності та приборкати його «неперевірену владу» Г'юз також сказав, що «влада Марка є безпрецедентною і неамериканською». Кілька американських політиків погоджуються з Г'юзом. Комісар Європейського Союзу з питань конкуренції Маргрет Вестагер заявила, що розкол Facebook Inc. слід робити лише як «засіб останньої інстанції», і що розкол Facebook Inc. не вирішить основних проблем Facebook Inc.

## Дохід
Facebook Inc. посіла 76-е місце у списку найбільших корпорацій США за рейтингом Fortune 500 за рівнем доходу. Більшість походить від реклами. Один з аналізів даних за 2017 рік визначив, що компанія заробляла на рекламі $20,21 на користувача, більш того, згідно з документами, поданими в Комісію з цінних паперів і бірж — його 1,94 млрд активних користувачів щомісяця, на той час, могли б принести $39 млрд доходу.
До кінця листопада 2023 року акції Meta зросли на 172 %, випередивши решту великих технологічних компаній у США, за винятком Nvidia Corp.

### Кількість рекламодавців
У лютому 2015 року Facebook Inc. оголосила, що досяг 2 мільйонів активних рекламодавців, причому більша частина прибутку припадає на малий бізнес. Активний рекламодавець — це рекламодавець, який здійснював рекламу на платформі Facebook Inc. за останні 28 днів У березні 2016 року Facebook оголосила, що охопив три мільйони активних рекламодавців із понад 70 % з-за меж США. Ціни на рекламу дотримуються моделі змінної ціни, що базується на заявках на аукціони оголошень, потенційних рівнях залучення реклами. Подібно до інших інтернет-рекламних платформ, таких як Google і Twitter, націлювання реклами є однією з головних переваг реклами порівняно з традиційними режимами масової реклами, такими як телебачення та друк. Маркетинг у Facebook Inc. застосовується двома методами, заснованими на серфінгових звичках, лайках і поділах, а також на придбанні даних авдиторії, а саме цільової авдиторії та авдиторії «схожости».

### Податкові справи
Податкова служба США оскаржила оцінку, яку Facebook Inc. використовувала, коли передавав ІР із США у Facebook Ireland в 2010 році (яку Facebook Ireland потім переоцінила вище, перш ніж стягувати кошти), оскільки вона будувала свою подвійну ірландську податкову структуру Справа триває, і Meta загрожує потенційним штрафом у розмірі $3–5 млрд.
Закон США про податкові скорочення та робочі місця 2017 року змінив глобальні податкові розрахунки Facebook Inc.. Facebook Ireland обкладається американським податком GILTI у розмірі 10,5 % на глобальний нематеріальний прибуток (тобто Ірландський прибуток). Виходячи з того, що Facebook Ireland сплачує деякий податок, фактичний мінімальний податок США для Facebook Ireland становитиме близько 11 %. На противагу цьому, Facebook Inc. мала би спеціальну ставку податку на ІВ у розмірі 13,125 % (ставка ПІІ), якщо б її ірландський бізнес переїхав до США. Податкові пільги в США (21 % проти Ірландський за ставкою GILTI) та прискорені витрати капіталу, зробили б цю ефективну ставку в США близько 12 %.
Незначність різниці між податками між США та Ірландією була продемонстрована, коли Facebook перемістив 1,5 млрд. Акаунтів, які не входять до ЄС, до США, щоб обмежити вплив GDPR.

## Безпека та конфіденційність
В листопаді 2024 року, згідно повідомлення компанії Meta Platforms, вона видалила понад 2 мільйони облікових записів, пов’язаних з фінансовими шахраями. Такими шахрайствами займаються злочинні угруповання, здебільшого в Південно-Східній Азії, які використовують платформи Facebook, Instagram, додатки для знайомств і месенджери.
17 грудня 2024 року, як повідомив новинний ресурс Euractiv з посиланням на заяву DPC, Комісія із захисту даних Ірландії (DPC) оштрафувала компанію Meta на €251 млн за недотримання Регламенту ЄС щодо конфіденційності даних користувачів. Ірландський регулятор інформує, що штраф було накладено за порушення безпеки соцмережі Facebook, яке торкнулося близько трьох мільйонів акаунтів у Європейській економічній зоні.

## Антимонопольні рішення
25 липня 2024 року, за повідомленням агентства Reuters, на Meta Platforms чекає перший антимонопольний штраф ЄС за зв'язок сервісу оголошень Marketplace із соціальною мережею Facebook. Рішення Європейської комісії буде прийнято більш ніж через півтора року після того, як вона звинуватила американського технологічного гіганта в тому, що він надав своєму сервісу оголошень Facebook Marketplace несправедливу перевагу, об'єднавши ці два сервіси разом. Meta може бути оштрафована на суму до $13,4 млрд - або 10 % її глобального доходу в 2023 році, хоча санкції ЄС зазвичай набагато нижчі за цю межу. Комісія, ймовірно, винесе своє остаточне рішення у вересні або жовтні 2024 року.

## Судові процеси

### Юридичний бій в Австралії
У березні 2020 року Управління австралійського уповноваженого з питань інформації (OAIC) подало до суду на Facebook Inc. за суттєві та стійкі порушення правила про конфіденційність, що стосуються фіаско Cambridge Analytica. Кожне порушення Закону про конфіденційність підлягає теоретичній сукупній відповідальності у розмірі $1,7 млн. За оцінками OAIC, під впливом 311 127 австралійців[18].

### Відповідальність за передачу даних з Facebook
22 травня 2023 року, за повідомленням агентства Reuters, з посиланням на Європейську раду із захисту даних, стало відомо, що технічний гігант Meta Platforms Inc. META.O отримав рекордний штраф за передачу даних користувачів Facebook з Європи до США. Згідно з рішенням регулятора, компанія має заплатити штраф у розмірі €1,2 млрд за порушення правил конфіденційності Євросоюзу. Як було зазначено, даний штраф став найбільшим з накладених раніше, згідно з правилами конфіденційності ЄС, про який було оголошено лише за кілька днів до п'ятої річниці з дня набрання чинності цих правил. Штраф був накладений після того, як Meta продовжувала передавати дані після рішення суду ЄС від 2020 року, яке визнало недійсним договір ЄС-США про передачу даних. Це перевищує попередній рекордний штраф ЄС за порушення конфіденційності у 746 млн євро, накладений Люксембургом на Amazon.com у 2021 році. Відомо, що провадження у справі Facebook вела Комісія із захисту даних Ірландії, розслідування тривало з 2020 року.

### З'ясування питань з Twitter
7 липня 2023 року, згідно повідомлення агентства Reuters, Twitter погрожує подати в суд на корпорацію Meta Platforms через запуск платформи Threads з аналогічним функціоналом, яка запрацювала 6 липня 2023 року і менш аніж за добу набрала 30 млн користувачів. Як зазначається, юристи Twitter надіслали листа генеральному директору Meta Марку Цукербергу, в якому стверджується, що корпорація найняла колишніх співробітників Twitter, які “мають доступ до комерційних таємниць Twitter та іншої вкрай конфіденційної інформації”.

### Штати США проти Meta та Instagram
Згідно повідомлення агентства Reuters від 24 жовтня 2023 року, десятки штатів США судяться з компанією Meta Platforms та її підрозділом Instagram. Вони звинувачують їх у розпалюванні кризи психічного здоров'я молоді через те, що їхні соціальні медіа-платформи викликають залежність. У скарзі, поданій до федерального суду Окленда (штат Каліфорнія), 33 штати, включаючи Каліфорнію і Нью-Йорк, заявили, що Meta Platforms неодноразово вводила громадськість в оману щодо небезпеки своїх платформ та свідомо спонукала маленьких дітей, а також підлітків до звикання і нав'язливого користування соціальними мережами. Шквал судових позовів є кульмінацією масштабного розслідування у 2021 році заяв про те, що Meta Platforms сприяє проблемам психічного здоров’я серед молоді. Хоча обсяг судових позовів різний, вони малюють картину компанії, яка підключила дітей до своїх платформ, використовуючи шкідливі та маніпулятивні тактики.

### Південна Корея проти Meta Platforms
5 листопада 2024 року, як повідомило агентство Reuters, Південна Корея зобов’язала власника Facebook Meta Platforms сплатити 21,62 млрд вон ($15,67 млн) штрафу через те, що компанія збирала конфіденційні дані користувачів і передавала їх рекламодавцям без законних на це підстав. Американський технологічний гігант отримав інформацію щодо близько 980 тис. південнокорейських користувачів Facebook стосовно їхніх релігійних переконань, політичних поглядів тощо, водночас не отримавши на це згоди користувачів. В подальшому, цією інформацією скористалися близько чотирьох тисяч рекламодавців.

## Зручності

### Офіси
Користувачі за межами США та Канади укладають контракти з ірландською дочірньою компанією Facebook Inc. «Facebook Ireland Limited». Натомість це дозволяє Meta уникати податків у США для всіх користувачів у Європі, Азії, Австралії, Африці та Південній Америці. Meta використовує домовленість про Ірландію, яка дозволяє платити близько 2–3 % податку на прибуток від усіх міжнародних доходів У 2010 році Facebook Inc. відкрила свій четвертий офіс у Хайдерабаді, Індія.
У центрі Facebook в Хайдарабаді розміщуються команди онлайн-реклами та підтримки розробників та надають підтримку користувачам та рекламодавцям В Індії Facebook зареєстровано як «Facebook India Online Services Pvt Ltd». Він також має центри підтримки в Дубліні, Каліфорнія, Ірландія та Остін, Техас.

Facebook Inc. відкрила свою штаб-квартиру в Лондоні в 2017 році у Фіцровії, центральній частині Лондона. Facebook Inc. відкрила офіс у Кембриджі, штат Массачусетс, у 2018 році. Спочатку в офісах працювала «Лабораторія підключення» Facebook Inc., група, орієнтована на надання доступу до Інтернету тим, хто не має доступу до Інтернету

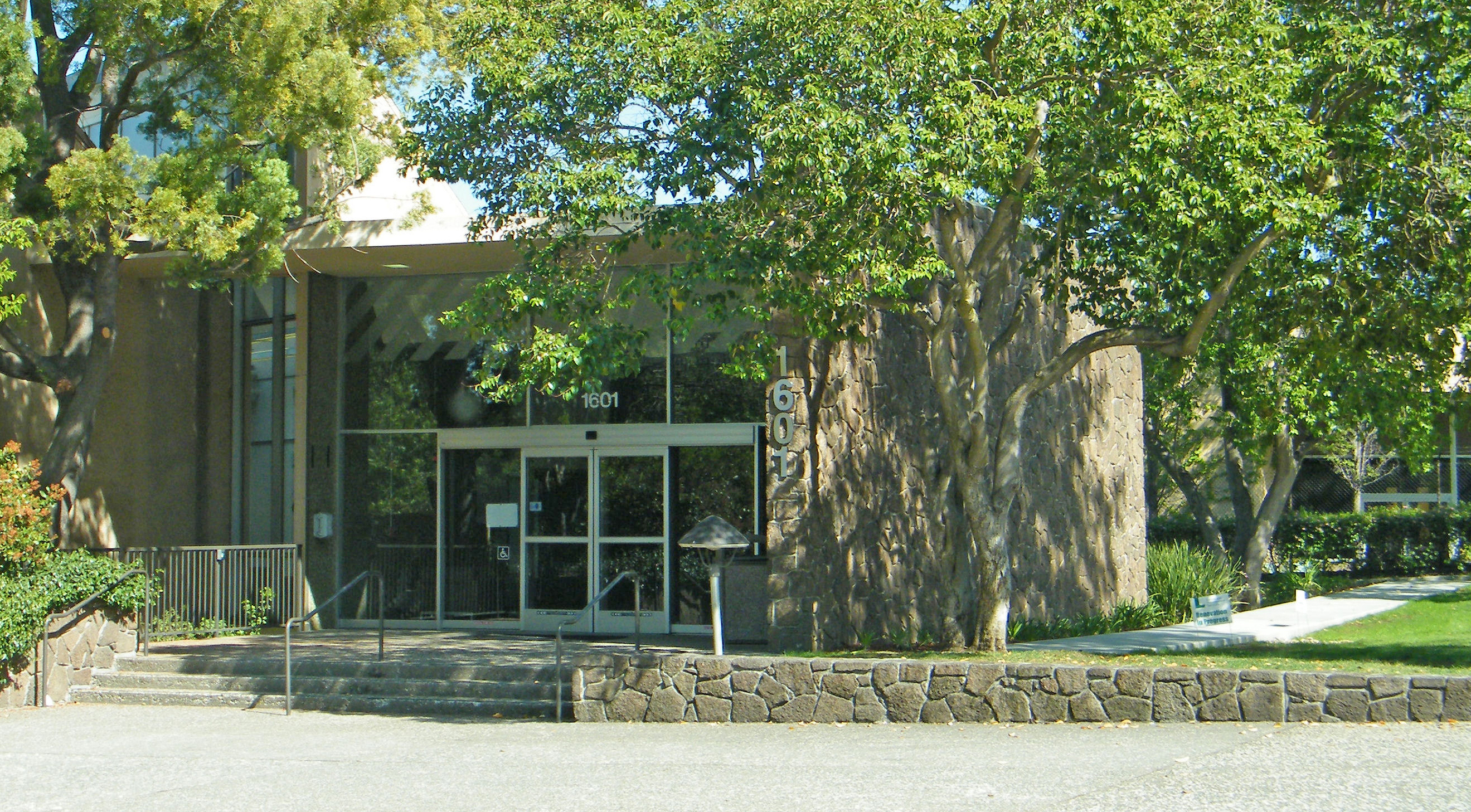
Entrance to Facebook's previous headquarters in the Stanford Research Park, Palo Alto, California

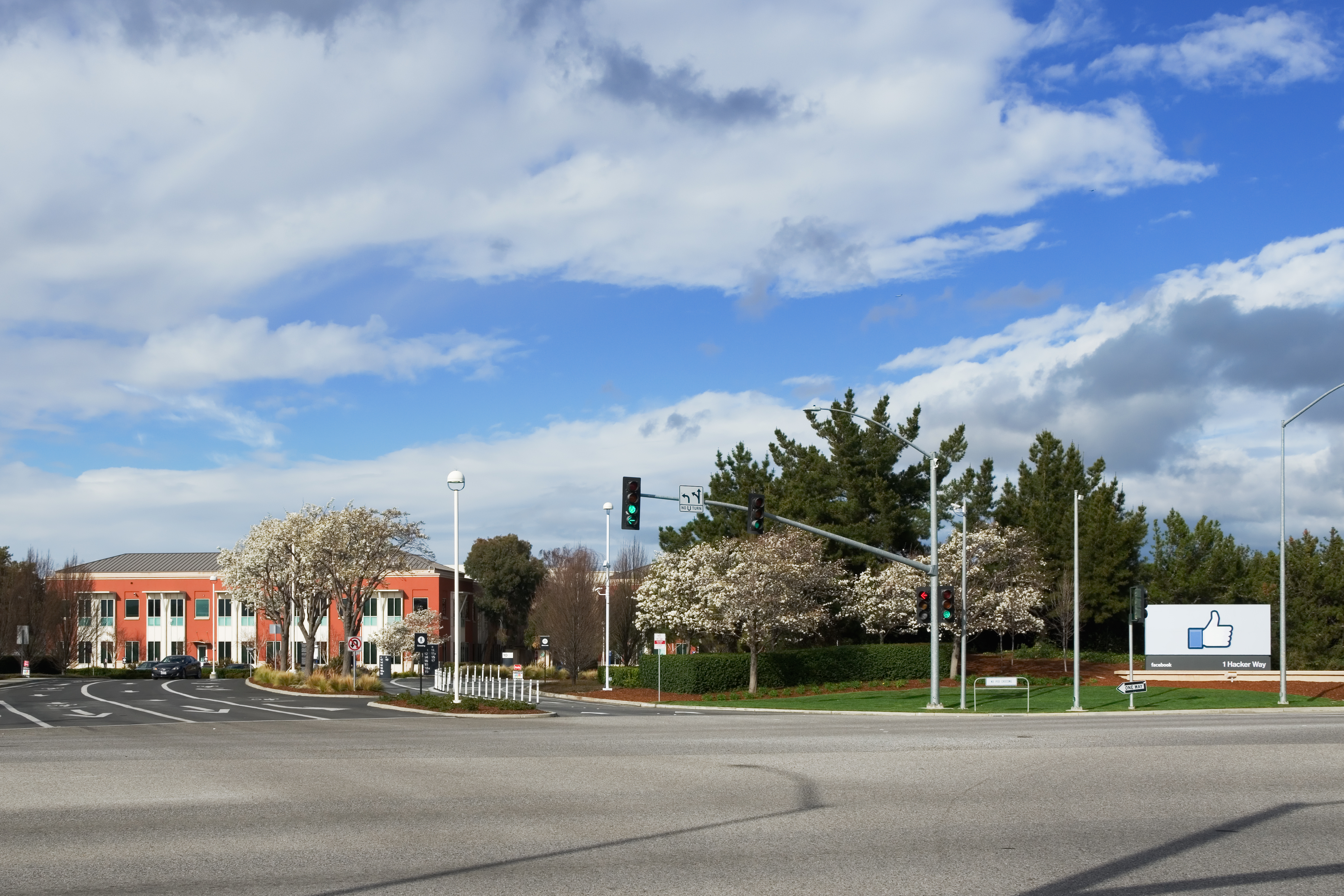
Вхід до комплексу штаб-квартири Meta у Менло-парку, Каліфорнія

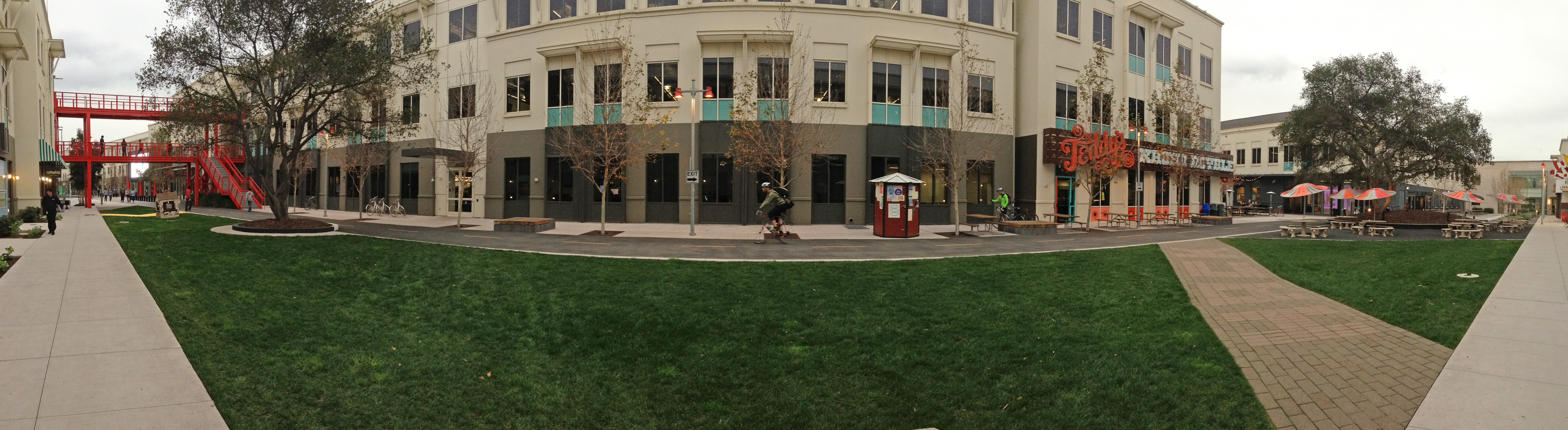
Всередині штаб-квартири Facebook Inc. у 2014 році

Станом на 2019 рік компанія експлуатувала 16 локацій дата-центрів Facebook Inc. зобов'язалася придбати 100 відсотків відновлюваної енергії та зменшити викиди парникових газів на 75 відсотків до 2020 року. Технології ЦОД включають Fabric Aggregator, розподілену мережеву систему, яка враховує великі регіони та різноманітні схеми руху.